# 埃特里谢
埃特里谢（法語：Étriché，法語發音：[etʁiʃe] ⓘ）是法国曼恩-卢瓦尔省的一个市镇，属于昂热区。

## 地理
埃特里谢（47°39'3"N, 0°26'42"W）面积19.6 平方千米，位于法国卢瓦尔河地区大区曼恩-卢瓦尔省，该省份为法国西部内陆省份，大致对应安茹地区，北起顺时针与马耶讷省、萨尔特省、安德尔-卢瓦尔省、维埃纳省、德塞夫勒省、旺代省、大西洋卢瓦尔省和伊勒-维莱讷省接壤。
与埃特里谢接壤的市镇（或旧市镇、城区）包括：谢夫、瑞瓦尔代伊、蒂耶尔塞、莱欧当茹、萨尔特河畔莫拉讷-多姆赖。

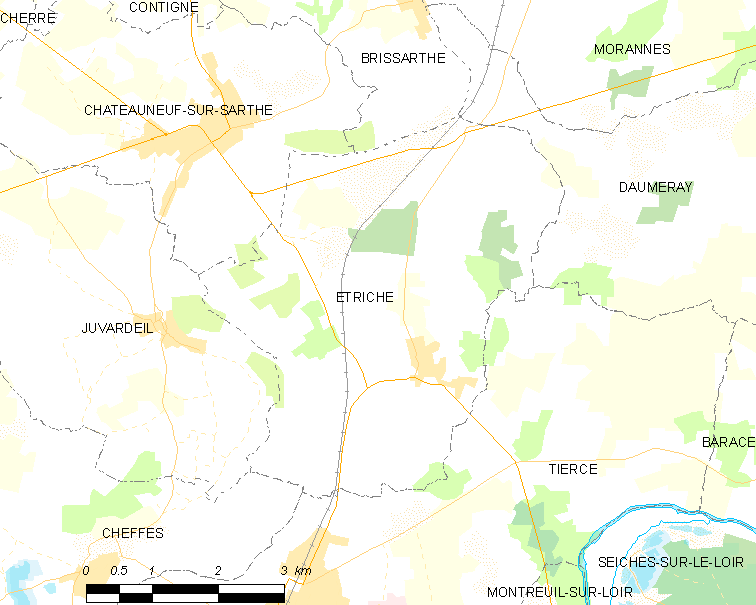
埃特里谢的OSM定位图

埃特里谢的时区为UTC+01:00、UTC+02:00（夏令时）。

## 行政
埃特里谢的邮政编码为49330，INSEE市镇编码为49132。

## 政治
埃特里谢所属的省级选区为蒂耶尔塞县。

## 人口

1962-2008年间埃特里谢人口变化图示

埃特里谢于2022年1月1日时的人口数量为1567人。